# Kárpáti György (orvos)
Kárpáti György (Budapest, 1912. szeptember 9. – Budapest, 1977. március 15.) biokémikus, onkológus, az orvostudományok kandidátusa (1962).

## Élete
Egyetemi tanulmányait a prágai Német Egyetem Orvostudományi karán végezte. 1938-ban általános orvosi oklevelet szerzett. Ezután egy évig a párizsi Sorbonne Egyetemen tanult biokémiát. A második világháború kitörését követően Chilébe emigrált, ahol belépett a Chilei Kommunista Pártba. 1947-ig a santiagói Hospital San Luis és a Clinica Americana kórházak kutatóorvosaként dolgozott. Hazatérése után a budapesti Uzsoki Utcai Kórház Onkoradiológiai Intézetének főorvosa lett 1956-ig. 1952-ben megszerezte a radiológusi, négy évvel később az egészségügyi szervezési szakorvosi vizsgát. 1956 és 1972 között az Egészségügyi Minisztérium onkoradiológiai ügyek főelőadója volt. Vezetőségi tagja volt a Magyar Onkológusok Társaságának és szerkesztőbizottsági tag a Magyar Onkológia című folyóiratnál. 1954-től a Partizánszövetség tagja volt.
Onkoradiológiával, elsősorban szájüregi és ajakdaganatok, valamint a férfi nemi szervek daganatos megbetegedéseinek radiológiai kezelésével foglalkozott. A rákellenes küzdelem egyik magyarországi irányítójaként alapvetően új eredményeket ért el a hazai onkológiai hálózat fejlesztése, illetve az onkológiai szűrővizsgálatok és a rákprofilaxis továbbfejlesztése terén. Több mint 50 tudományos dolgozata jelent meg e témakörben. Számos nemzetközi kongresszuson vett részt.
A Farkasréti temetőben nyugszik.

## Főbb művei
- Tapasztalatok és új eljárás az induratio penis plastica kezelésében. Kisfaludy Pállal. (Orvosi Hetilap, 1951. 45.)
- Negatív szövettani lelet bucca carcinoma eseteiben (Magyar Radiológia, 1952)
- A magyarországi rákellenes küzdelem időszerű kérdései (Népegészségügy, 1961)
- A metastasis-képződés szerepe az ajakcarcinoma prognózisában (Uzsoki utcai Kórház Évkönyve, 1961)
- A szájüregi daganatok onko-stomatologiai gondozásának kérdései. Módszertani levél. (Budapest, 1962)
- Az ajakdaganatok radiológiai kezelése, megelőzésének és gondozásának kérdései. Kandidátusi értekezés. (Budapest, 1962)
- Az onko-stomatologiai gondozás klinikai és szervezési kérdései (Az Országos Onkológiai Intézet kiadványa. Budapest, 1962)
- Az induratio penis plastica rádiumkezelése és a vele kapcsolatos sugárvédelmi problémák. Bojtor Ivánnal, Pátkai Györggyel. (Magyar Radiológia, 1963)
- A magyarországi rákellenes küzdelem irányelvei és feladatai. Vikol Jánossal. – A szervezett onkológiai konzultáció – team-rendszer – elvi kérdései és tapasztalatai egy területi kórház munkájában. Szántó Sándorral és Szekulesz Ágnessel. (Népegészségügy, 1964)
- A rosszindulatú hólyagdaganatok ellátásának kérdései, különös tekintettel a sugártherápiára. Balogh Ferenccel és Németh Györggyel. (Orvosi Hetilap, 1965. 46.)
- A rákellenes küzdelem 15 éve (Budapest [folyóirat], 1967).

## Díjai, elismerései
- Szocialista Munkáért Érdemérem (1963)
- Munka Érdemrend arany fokozata (1972)